# Grochowalsk

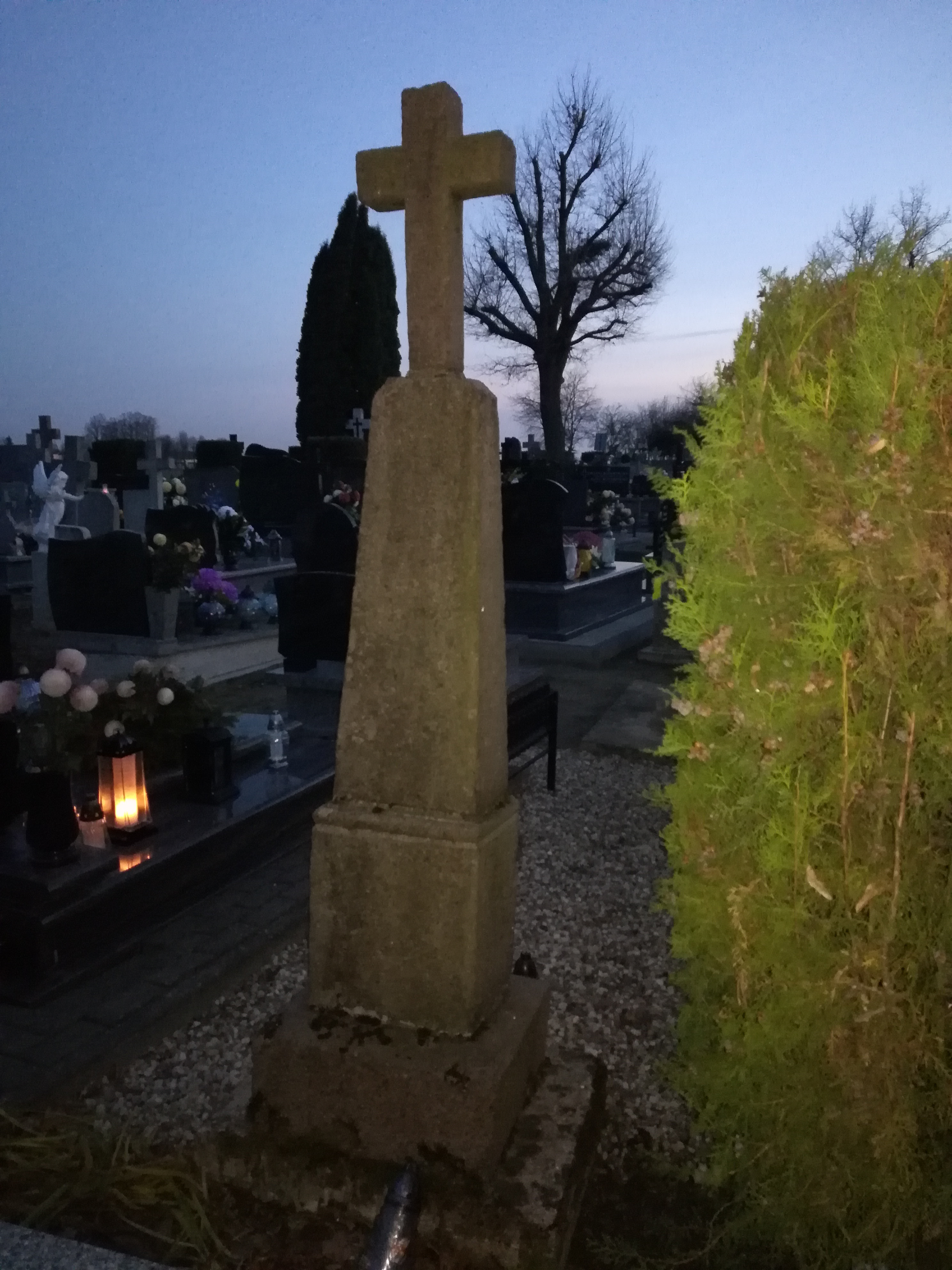
Zabytkowy nagrobek na cmentarzu

Grochowalsk – wieś w Polsce położona w województwie kujawsko-pomorskim, w powiecie lipnowskim, w gminie Dobrzyń nad Wisłą.
W miejscowości znajduje się zespół dworski z końca XIX w., wpisany do rejestru zabytków (220/A z 11.05.1987) na który składają się dwór, park i gorzelnia. Ponadto jest tu zabytkowy drewniany kościół parafialny Świętego Krzyża z 1784 (A/433 z 15.11.1982).

## Położenie
Usytuowana jest 16 km na wschód od Włocławka i 10 km na zachód od Dobrzynia nad Wisłą. Granicę południową stanowią grunty wsi Tulibowo i Glewo. Wschodnia granica to las należący do wsi Dyblin. Północna granica to szosa Dobrzyń nad Wisłą – Włocławek i rzeczka Bętlewianka, za którymi znajdują się wsie: Szpiegowo i Krojczyn. Od zachodu Grochowalsk graniczy ze wsią Krępa.

## Historia

### Średniowiecze
Badania archeologiczne prowadzone na terenie ziemi dobrzyńskiej wskazują, że osadnictwo na terenie Grochowalska zaczęło się rozwijać na początku średniowiecza. Grochowalsk leżał wówczas na terenie kasztelanii dobrzyńskiej powstałej przed 1252 rokiem. 
Ogólnopolska akcja pod nazwą "Archeologiczne Zdjęcie Polski" wykazała, że na terenie wsi odkryto 8 stanowisk archeologicznych od połowy X do początku XIV wieku i 2 stanowiska z późnego średniowiecza.
Pierwsza wzmianka o miejscowości pojawia się w dokumencie Bolesława I Mazowieckiego z 1244 roku. Majątek Grochovarsko trafia wówczas w ręce trzech rycerzy, którzy wcześniej walczyli z pogańskim plemieniem Jaćwięgów.
Występujące na terenie Grochowalska osadnictwo średniowieczne możemy łączyć z wzmianką źródłową o miejscowości w dokumencie z 14 grudnia 1267 roku. Jest w niej napisane, że Kazimierz, książę kujawski, łęczycki i dobrzyński zwrócił biskupowi kujawskiemu wsie Grochowalsko i Wyszyno.
Następne dane źródła z XIV wieku ukazują wieś jako własność rycerską. Od pierwszej połowy XIV wieku występują na terenie Jastrzębscy, Boleście, Łazęki; wywodzący się z łęczyckich Łazęków, których jedna gałąź nazywała się Chełmickimi (Chełmica Wielka), zaś drugą byli Grochowalscy. Był to ród rycerski, który dzielił się na trzy odmiany genealogiczne w zależności od terytorialnego podziału wewnątrz rodu. Jastrzębscy byli linią małopolską, Boleście – mazowiecko-dobrzyńską, Łazękowie – łęczycko-kujawską. W obrębie rodu posługiwano się siedmioma zawołaniami: Boleście, Kamiona, Luborza, Łazęka, Nagóra, Nowina, Zarazy.
Po ukształtowaniu się podziału administracyjnego ziemi dobrzyńskiej (XIV-XV w.) znajdował się w granicach powiatu dobrzyńskiego.

### Właściciele

#### Okres XIV-XVIII wieku
Od rycerzy siedzących na Grochowalsku rozpoczęła się występująca od XIV i XV wieku rodzina Grochowalskich. Pierwszym znanym właścicielem był Wisiek z Grochowalska – świadek dokumentu Władysława z 1349 roku. Jan książę mazowiecki nadał w 1403 roku Mrocławowi i Mścisławowi "de Grochowark" i 20 łanów lasu zwanego "Borki" Następnymi właścicielami byli Waszek z Grochowalska – wojski dobrzyński, Jan z Grochowalska – brał udział w 1434 roku w obiorze przez szlachtę dobrzyńską Jagiellończyka na tron polski. 
Dokument z 25 stycznia 1434 roku poręczający następstwo tronu dla jednego z synów Władysława Jagiełły wymienia 27 rodów herbowych osiadłych w Ziemi Dobrzyńskiej. Wystawili go wszyscy dostojnicy w liczbie 18 oraz po dwóch przedstawicieli osiadłych tamże 27 rodów szlacheckich łącznie 71 osób. Piotr z Grochowalska – szlachcic zagrodowy. Ostatni przedstawiciel rodu wymieniony w wykazie poborowym.
W 1543-1568 występują Grochowalscy h. Nałęcz – zamożna szlachta, gałąź Witoskich z Witoszyna. Używają pieczęci z herbem Nałęcz z literami N.V. Źródła z ostatnich lat panowania Zygmunta Starego wymieniają trzech Witoskich braci rodzonych: Stanisława i Mateusza dziedziców na Witoszynie i Jana na Grochowalsku rodu Grochowalskiego. Jan Witoski z Grochowalska Grochowalski zmarł przed 1546 rokiem. Żonaty z Anną Krowicką z Krowiczynka. Spłodził pięcioro dzieci: Kacpra, Bartłomieja, Wojciecha, Dorotę i Jadwigę. Bartłomiej najstarszy dziedziczył na Krowiczynku Małym. Kacper zmarły bezpotomnie. Odziedziczył części Grochowalska Wielkiego, Grodzienia i Ciołuchowa. Wojciech pieczętujący się w 1505 Nałęczem z własnymi literami V.G. Odziedziczył część Grochowalska Wielkiego, Kroniczynka i Rzecznego. Syn Wojciecha – Stanisław podstarości i sędzia grodzki pisał się tylko z Grochowalska. Grochowalscy w końcu XVII wieku i na początku pisali się z Witoszyna.
Na podstawie przekazu z 1578 roku wiadomo, że w tym czasie wieś była podzielona na 4 części: Grochowalsk Bolies obejmujący 1 łan, 4 zagrodniki oraz wiatrak. Grochowalsk Wielkanowski z 1 łanem i z 5 zagrodnikami z rolą; 2 działy szlachty zagrodowej bez kmieci. W rejestrze z 1564 roku jako właściciel widnieje Wojciech Grochowalski posiadający 12 łanów. Grzegorz Grochowalski h. Nałęcz z Grochowalska Wielkiego w 1624 roku od Bogusława Grabi h. Grabie otrzymał w dzierżawę wsie Strachoń, Zbyszewo, Strachanek. Podczaszy Melchior Ludwik Grochowalski (zm. 1678) pełnił liczne funkcje publiczne. Laudum lipieńskie z dnia 25 X 1673 roku powierzyło komisarzom wybranym na sejmiku w osobach: kasztelana Jakuba Zboińskiego, sędziego Michała Mazowieckiego, podczaszego Melchiora Grochowalskiego, wojskiego Seweryna Żelskiego, Skarbnika Stanisława Żelskiego, łowczego Aleksandra Gembarta. Sporządzenie wykazu wsi i łanów spustoszonych i pustych które miały miejsce na Ziemi Dobrzyńskiej w latach 1626-1629 i 1655-1660. W czasie potopu szwedzkiego został spustoszony Grochowalsk Mały o czym mówi tekst w języku łacińskim: "[VILLA] GROCHOWALSK MINOR DESOLATA, CARENS HOMINIBUS." Tekst ten znajduje się w Archiwum Głównym Akt Dawnych w Warszawie i pochodzi z Archiwum Skarbu Koronnego, dział I, oznaczony nr. 73.
Laudum z 27 sierpnia 1696 roku wymienia Szymona z Witoszyna Grochowalskiego na Grochowalskach jako marszałka koła rycerskiego Ziemi Dobrzyńskiej. Grochowalscy ufundowali pierwszy kościół. W XIX wieku spisano w oparciu o głoszoną tradycję, że obecną świątynię postawił po klęskach wojny północnej Wojciech Grochowalski w 1707 roku. Inni historycy opierając się na napisie znajdującym się na belce tęczowej wewnątrz kościoła: "O VOS OMNES QUI TRANSITIS PIER VIAM ATTENDITE SIEST DOLOR AD 1784" sądzą, że powstał w 1784 roku z fundacji Szymona Grochowalskiego.

#### Zabory
Od 1793 roku po drugim rozbiorze Polski w zaborze pruskim. W 1815 roku wieś znalazła się w Królestwie Polskim, obwodzie lipnowskim, w województwie płockim.
Lista właścicieli ziemskich z 1825 roku, wymienia jako właściciela Grochowalska Jakuba Trzcińskiego. Posiadał on 20 dymów.
Słownik geograficzny Królestwa Polskiego i innych krajów Słowiańskich podaje, że w Grochowalsku na początku XIX wieku było 20 budynków mieszkalnych, 33 osady. Na terenie tym żyło 213 mieszkańców. Grunty włościańskie liczyły 133 morgi. Grunty dworskie liczyły 722 morgi, w tej liczbie 619 mórg ornych, w dobrach było 6 budynków mieszkalnych, z 27 mieszkańcami. Probostwo zaś liczy 6 mórg ziemi ornej. Do parafii należał też młyn w Krojczynie. Właścicielem majątku był Leon Stanisław Różycki, po którym w 1829 roku odziedziczyła Wiktoria Gadowska. W wyniku zadłużeń w 1834 roku majątek został sprzedany na licytacji przez Towarzystwo Kredytowe Ziemskie w Warszawie. Nabywcą majątku został Ignacy Wyczechowski, by go sprzedać w 1844 roku Karolowi Wutkowi. W 1852 roku majątek nabywa Jan Tabaczyński, po którym majątek w roku 1854 dziedziczy 8 spadkobierców. W 1855 roku majątek przechodzi do rąk Tekli z Rudnickich Tabaczyńskiej, a w 1870 roku Katarzyny z Tabaczyńskich Tuchółkowej, która sprzedała swoje prawa majątkowe na rzecz Floriana Lucjana Tuchółki. W 1911 roku Grochowalsk stał się własnością Stefana Gościckiego z Tulibowa, po którym w 1921 roku dobra odziedziczyli po połowie Maria Gościcka i jej potomstwo. W 1932 roku właścicielką całego majątku została Anna Gościcka.
Majątek Gościckich należał do większych w powiecie lipnowskim. W jego skład wchodziły Glewo - 265 ha, Grochowalsk - 356 ha, Tulibowo - 298 ha. Razem 928 ha. Z inicjatywy Stefana Gościckiego w 1905 roku założono w Grochowalsku Ochotniczą Straż Pożarną. W latach 1911–1912 pobudowano w Grochowalsku gorzelnię. W latach 20. XX wieku przerabiano na spirytus około 5000 kwintali (500 ton) ziemniaków rocznie. Wysoki poziom prezentowała hodowla. W majątku w Grochowalsku, utrzymywano rodowe świnie rasy angielskiej. Chlewnie zagrodowe należały do Związku Hodowców Trzody Chlewnej w Warszawie.

#### Julian Gościcki
W maju 1919 roku został zamordowany Stefan Gościcki. Po jego śmierci właścicielem zostaje jego syn Julian Gościcki - absolwent SGGW w Warszawie, uczestnik wojny 1920, odznaczony Krzyżem Walecznych, uczestnik kampanii wrześniowej w stopniu porucznika. Zostaje ranny w bitwie pod Mławą. Zginął w bitwie pod Kutnem we wrześniu 1939 roku.

### Niemiecka okupacja
8 września 1939 roku teren wsi i innych okolic został zajęty przez żołnierzy Wermachtu. Po wybuchu II wojny światowej wieś znalazła się wśród wcielonych do III Rzeszy.
W początku października 1939 roku pojawił się zarządca niemiecki. Nazwę wsi zamieniono na Gröchenwald. Administratorem majątku zostaje Helmut Bursy, później Hans Luthardt. Większe gospodarstwa chłopskie przejmują osadnicy z Besarbii. We wsi obowiązuje godzina policyjna od 21:00 do 5:00. Obowiązuje także obowiązek posługiwania się językiem niemieckim w miejscach publicznych. Wiele mieszkańców zostaje wywiezionych na roboty przymusowe do Niemiec.
W początku listopada 1939 roku został aresztowany i osadzony w toruńskim Forcie VII Zawisza Walenty, proboszcz Zadusznik i zarządca parafii Grochowalsk. Przeszedł przez obóz w Stuttafie. Od 10 IV 1940 przebywał w obozie w Sachsenhausen. Tam zmarł na zapalenie płuc.
Wyzwolenie spod okupacji nastąpiło 22 stycznia 1945 przez oddziały II Frontu Białoruskiego. 

### PRL
Po odzyskaniu niepodległości w gminie Oleszno, powiat lipnowski, województwo warszawskie. Od 1938 roku w województwie pomorskim. Po reformie zmieniającej organizację gmin wiejskich z 1866 roku wieś weszła w skład gminy wiejskiej Oleszno.
Po wojnie rozpoczęto parcelację majątku, którą zakończono 14 kwietnia 1945. Powstało wtedy 45 nowych gospodarstw rolnych i 11 niepełnorolnych. W 1954 roku utworzono gromadę Grochowalsk. Na potrzeby prezydium zaadaptowano budynek pałacu dworskiego. W pomieszczeniach dworu mieściła się również szkoła podstawowa z klasami I i II. Była ona filią Szkoły Podstawowej w Krojczynie. Istniała ona do momentu wybudowania nowego gmachu szkoły w Krojczynie. W 1958 roku utworzono Gromadzką Bibliotekę Publiczną, od 1974 roku – filia Biblioteki Miasta i Gminy Dobrzyń nad Wisłą. Biblioteka funkcjonowała do 1993 roku. W tym czasie powstała poczta, która funkcjonuje do dziś. Tam też funkcjonował Ośrodek Zdrowia. W latach 60. został przeniesiony do nowego, wybudowanego na ten cel budynku. Otwarty został również gabinet stomatologiczny. Opieką zdrowotną objęci zostali mieszkańcy gromady. W 1967 roku rozpoczęto pracę przy budowie sieci wodociągowej dla wsi, którą ukończono w 1969 roku. W 1973 roku wszedł w życie nowy podział administracji państwowej; zniesiono gromady. Wieś Grochowalsk weszła w skład gminy Dobrzyń nad Wisłą.
Po wyzwoleniu wieś weszła w skład województwa pomorskiego (od 1950 roku – bydgoskiego), powiatu lipnowskiego, gminy Zaduszniki. W okresie 1954–1972 wieś była siedzibą gromady Grochowalsk. W 1972 roku po reaktywowania gmin, Grochowalsk wszedł w skład gminy Dobrzyń nad Wisłą. Od 1975 roku wraz z gminą Dobrzyń nad Wisłą w nowo utworzonym województwie włocławskim. Od 1 I 1999 roku wszedł w skład powiatu lipnowskiego, województwa kujawsko-pomorskiego.